# Гејвил (Јужна Дакота)
Гејвил (енгл. Gayville) град је у америчкој савезној држави Јужна Дакота.

## Демографија
По попису из 2010. године број становника је 407, што је 11 (-2,6%) становника мање него 2000. године.
| Група             | 2000.       | 2010.       |
| Белци             | 399 (95,5%) | 392 (96,3%) |
| Афроамериканци    | 0 (0,0%)    | 0 (0,0%)    |
| Азијати           | 1 (0,2%)    | 3 (0,7%)    |
| Хиспаноамериканци | 2 (0,5%)    | 5 (1,2%)    |
| Укупно            | 418         | 407         |